# Панига (Павија)
Панига је насеље у Италији у округу Павија, региону Ломбардија.
Према процени из 2011. у насељу је живело 35 становника. Насеље се налази на надморској висини од 527 м.